# Масааки Мори
Масааки Мори (јап. 森 正明; 12. јул 1961) бивши је јапански фудбалер.

## Каријера
Током каријере је играо за Фуџита.

## Репрезентација
За репрезентацију Јапана дебитовао је 1988. године. За тај тим је одиграо 8 утакмица.

## Статистика
| Јапан  | Јапан   | Јапан  |
| Година | Наступи | Голови |
| ------ | ------- | ------ |
| 1988.  | 1       | 0      |
| 1989.  | 7       | 0      |
| Укупно | 8       | 0      |